# Поль, Освальд
О́свальд Лю́двиг Поль (нем. Oswald Ludwig Pohl; 30 июня 1892, Дуйсбург — 7 июня 1951, Ландсберг-на-Лехе) — обергруппенфюрер СС и генерал войск СС (20 апреля 1942), начальник Главного административно-хозяйственного управления СС (1 февраля 1942 — 8 мая 1945). В качестве главы Экономического и административного управления СС (WVHA) Поль принимал активное участие в реализации Холокоста. Как военный преступник, Поль был приговорён к смертной казни во время Нюрнбергского процесса против Экономического управления СС и казнён в 1951 году.

## Биография
Освальд Поль родился 30 июня 1892 года в Дуйсбурге в семье кузнеца Германа Отто Эмиля Поля и его жены Августы Поль (урождённой Зейферт), он был пятым из восьми детей. После окончания школы в 1912 году поступил на службу в военно-морской флот, проходил тренировки в Киле и Вильгельмсхафене, затем служил на крейсере «Кондор». В Первую мировую войну служил в регионе Балтийского моря и на побережье Фландрии. В 1914 году был награждён Железным крестом II Класса. Поль также закончил военно-морскую школу и 1 апреля 1918 получил звание казначея ВМФ.
Большую часть свободного времени он проводил на море, а затем обосновался в Киле. 30 октября того же года он женился. После окончания войны Поль посещал курсы в ремесленном училище, затем начал изучать право в Университете имени Христиана Альбрехта. Вскоре он бросил университет и стал казначеем 5-го полка бригады «Лёвенфельд» с 1919 по 1920 работая в Берлине. Принял участие в Капповском путче. В июле 1922 вступил в НСДАП. В 1924 году был переведён в Свинемюнде. В 1925 Поль становится членом СА, а затем заново вступает в до этого запрещённую НСДАП (билет № 30842). До 1929 года являлся руководителем ячейки НСДАП и командиром отрядов СА в Свинемюнде.

## Карьера в СС
9 ноября 1933 года при протекции Генриха Гиммлера вступает в СС (билет 147 614), затем поступил в Имперскую командирскую школу. После её окончания рекомендован начальником школы на должность командира бригады. Отличался невероятной энергией и честолюбием. 1 февраля 1934 года в чине штандартенфюрера СС становится начальником IV отдела Личного штаба рейхсфюрера СС. 1 июня 1935 года назначен начальником Административного управления СС, в ведении которого находилась инспекция концлагерей, организация и надзор за администрацией концлагерей. Кроме того он основал «Общество за сохранение и укрепление немецких памятников культуры», которое в основном было посвящено восстановлению замка Вевельсбург. «Общество» вскоре было включено в аппарат СС, подконтрольный Полю. Поль также покинул лоно Римско-католической церкви в 1935 году.
С 1938 года организовывал холдинги СС и являлся председателем правления Немецкого Красного Креста. 8 июня 1939 года становится начальником Главного административного и экономического управления (в ведомстве СС), а также начальником финансового и строительного управления (в ведомстве Министерства Внутренних Дел). После объединения двух организаций 1 февраля 1942 года был назначен начальником Главного административно-хозяйственного управления СС (нем. SS-Wirtschafts- und Verwaltungshauptamt). Его главной задачей было управление системой концлагерей, а также передачей изъятых у заключённых ценностей в Рейхсбанк. На этой должности он пытался пресечь жестокое обращение персонала концлагерей с заключёнными, внедрял мероприятия по повышению производительности их труда. Входил в «круг друзей Рейхсфюрера СС».

## После войны

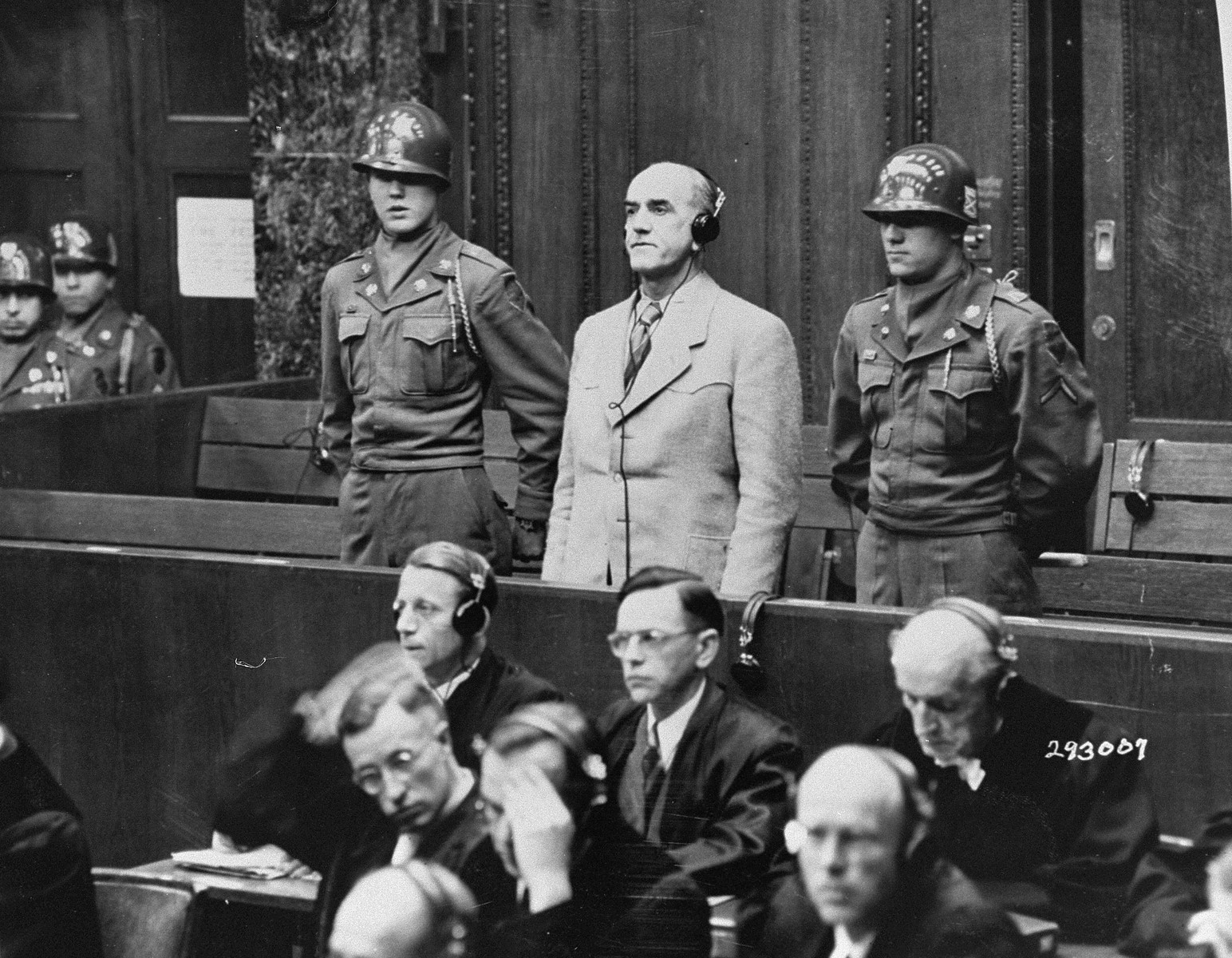
Поль во время оглашения смертного приговора

После войны скрывался с чужими документами, но был арестован британскими войсками 27 мая 1946 года. Приговорён к смертной казни на одном из последующих Нюрнбергских процессов (Процесс по делу экономического управления СС). 7 июня 1951 года повешен в Ландсбергской тюрьме.

## Награды
- Железный крест, 2-го класса (1914)
- Шеврон старого бойца
- Почётный крест Первой мировой войны 1914/1918 с мечами
- Спортивный знак СА в бронзе
- Имперский спортивный знак в золоте
- Крест военных заслуг 1-й степени с мечами (1939)
- Крест военных заслуг 2-й степени с мечами (1939)
- Рыцарский крест Креста военных заслуг с мечами (10.10.1944)
- Немецкий крест в серебре (30.06.1943)
- Золотой партийный знак НСДАП
- Медаль За выслугу лет в НСДАП в бронзе и серебре
- Кольцо «Мёртвая голова»
- Почетная сабля рейхсфюрера СС